# Monceaux-sur-Dordogne
Monceaux-sur-Dordogne é uma comuna francesa na região administrativa da Nova Aquitânia, no departamento de Corrèze. Estende-se por uma área de 36,93 km². Em 2010 a comuna tinha 657 habitantes (densidade: 17,8 hab./km²).